# Georges Urwald

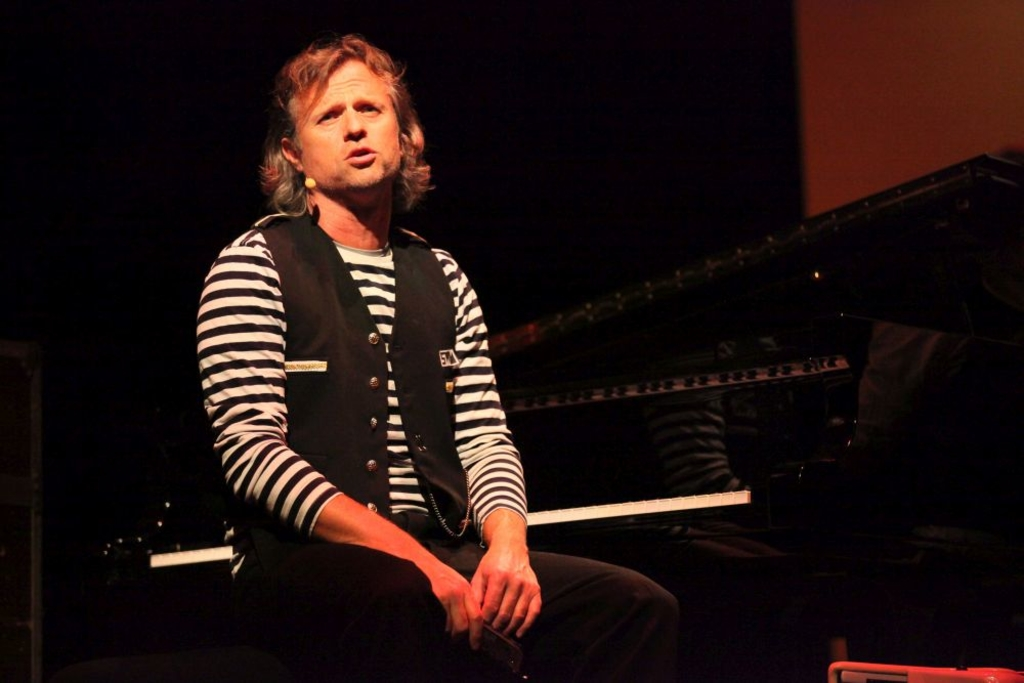
Georges Urwald

Georges Urwald (* 1971) ist ein luxemburgischer Komponist, Arrangeur, Musiker, Bandleader und Musikpädagoge.
Zu seinen Werken zählen vor allem Kompositionen für die Musiktheaterbühne und Lieder in luxemburgischer Sprache. Mit unterschiedlichsten künstlerischen Formaten und verschiedenen musikalischen Ensembles haucht er seit den 2010er Jahren der luxemburgischen Liederkultur neues Leben ein. Seit 2004 ist er Musiklehrer am Echternacher Gymnasium. In seiner Heimatstadt Grevenmacher leitet er seit 2008 das Kleinkunsttheater, das Stued Theater. Seit 2013 veröffentlicht er für die Musikabteilung der luxemburgischen Nationalbibliothek didaktische Materialien zur luxemburgischen Musikkultur. Als Pianist, Sänger, Komponist und Arrangeur hat er in vielen Musikensembles und Projekten von Klassik bis Jazz mitgewirkt. Seine Arbeit ist auf zahlreichen CDs dokumentiert. Seit 2018 leitet er sein eigenes Ensemble georges urwald & FLOTT.

## Biographie
Georges Urwald ist in Grevenmacher (Luxemburg) aufgewachsen. Im lokalen Kinder- und Jugendchor seiner Eltern singt er und begleitet den Chor von 1985 bis 2016 am Klavier. Nach dem Abitur am Echternacher Gymnasium studiert er in den 1990er Jahren an der Staatlichen Hochschule für Musik in Köln Schulmusik mit Hauptfach Kirchenorgel bei Clemens Ganz und Jazzinstrumentalpädagogik mit Hauptfach Klavier bei Frank Wunsch und Hans Lüdemann.

## Bühnenwerke (Auswahl)
- Maacher Fräiheet 2002 (Text: verschiedene Autoren) für Solisten, Chor und Orchester (2002)
- De Beschte Klupp am Land (Text: Jemp Schuster) Operette (2004)
- Chrëschtdag hautdesdaags (Text: Henri Losch) Musical (2006)
- Eläuter Fäi Jongen (Text/Regie: Jemp Schuster) Operette (2007)
- Schöpfungen (in 5 Teilen) (Text: Klaj, Goethe, Schiller, Meyer) Jazztrio (2007)
- Curriculart Jazztrio (2008)
- Ultima Ora (Text: Danielle Hoffelt/Jean-Claude Degrell – Kokompositioun: Jean-Marie Kieffer) Ballad Opera (2009)
- Schéck en op d'Schëff (Text/Regie: Jemp Schuster) Operette (2010)
- Mir sinn Tell (Text/Regie: Jemp Schuster) Operette (2013)
- Ofgeschminkt Bühnenmusik (2014)
- Oratorium 1815 (Text: Jean-Claude Degrell, Jeff Seyler) Musical (2014)
- E Living an Amerika (Iddi: Yves Bourgnon, Text: Roland Gelhausen, Regie: Jacqueline Posing-Van Dyck) Musikalische Satire (2017)

## Filmmusik
- D'Belle Epoque (Andy Bausch, 2011)

## Liederhefte
- Wupperätät Liederbuch Stued Theater – 20 Lieder in luxemburgischer Sprache mit Klavierbegleitung, stued publications (2011)

- Gloria – d’Cojellico’s Jangen Liederheft – 16 Winterlieder mit Klavierbegleitung (2018)
- Stuesend um Fued – 20 luxemburgische Karnevallieder, stued publications (2019)
- Kanner o Kanner o quel bonheur – Liederheft mit 12 themateschen Potpourris, mil 2020
- Lëtzebuerger Pianosheft – mat Dicks an Dëppegéisser – 12 luxemburgische Lieder, arrangiert für Klavier, blueorangemusic (2020)
- Ënnen’rëm – 20 erotische Lieder aus Luxemburg, stued (2021)

## Didaktische Veröffentlichungen
- Belle Epoque (für Trompete sib und Klavier) Blueorange Music (2017)
- Motor 1 (für Altsaxophon und Klavier) Blueorange Music (2017)
- Ofgeschminkt (für Bassklarinette und Klavier) Blueorange Music (2018)
- Epterquintette (Variationen über die Echternacher Springprozession für Flöte, Klarinette, Tenorsaxophon, Cello und Klavier) Blueorange Music (2012/2020)
- You have to reach them before you teach them – Lieder als Motivations- und Lernhilfen in Grund- und Sekundarstufe. Ein Erfahrungsbericht. in: Nitschké, Alain; Sagrillo, Damien: Die Musik in der Bildung. Aspekte europäischer Musikerziehung und ihre Anwendung in Luxemburg. Würzburger Hefte zur Musikpädagogik, Vol. 6. Markgraf Publishers, Weikersheim 2014
- Schlau durch Singen? Lernstoff in Liedern: ein interdisziplinärer Ansatz in: Musik & Unterricht, N° 90 ‘Swing & Sing’, 1. Quartal 2008, Lugert Verlag
- Didaktische Reihe De Litty – Materialien zur luxemburgischen Musikkultur für Grundschule und Gymnasium (seit 2014), Luxemburgische Nationalbibliothek